# L'Estanyol d'Amunt
L'Estanyol d'Amunt és una masia de les Planes d'Hostoles (Garrotxa) inclòss a l'Inventari del Patrimoni Arquitectònic de Catalunya.

## Descripció
A poca distància del turó on hi ha l'església de Sant Salvador de Puigalder es troba la casa de l'Estanyol de Baix. És un edifici de planta rectangular, teulat a dues aigües i murs emblanquinats, que conserva únicament vistos els carreus cantoners i els de les obertures.
Seguint la pista de la muntanya hi ha l'Estanyol de Dalt, un mas de planta rectangular i teulat a dues aigües, amb els vessants vers les façanes laterals. En els seus murs s'aprecien diferents tipus de paraments, alguns deguts a ampliacions i d'altres a reparacions, potser provocades pels moviments sísmics que durant el segle xv assolaren la comarca. En general, l'Estanyol de Dal va ser bastit amb pedra menuda i pedra volcànica, llevat dels cantoners i els carreus emprats per fer les obertures. Disposa de baixos, pis i golfes. A la façana de ponent hi ha una finestra de línies típicament gòtiques i a la façana de llevant es conserva una altra obertura amb data de 1620.